# Blackwell (Oklahoma)
Blackwell è un comune degli Stati Uniti d'America, situato in Oklahoma, nella contea di Kay.